# Vinella e Don Pezzotta
Vinella e Don Pezzotta è un film del 1976 diretto da Mino Guerrini.
Pellicola comica che racconta la storia dell'orfanello Vinella, interpretato da Giorgio Bracardi, e di Don Pezzotta, il parroco di Santa Zitta, parrocchia dei sobborghi di Roma, che inutilmente ha tentato di allevarlo nell'amor di Dio insieme alla Sora Camilla, la perpetua dalla voce baritonale.

## Trama
Vinella, nonostante gli sforzi del suo parroco Don Pezzotta, cresce nel culto di San Pentolino, un santo medievale frutto della sua immaginazione, che compie miracoli non sempre in spirito di carità, al grido di "Chiappala Chiappala".
Vinella nutre una passione non corrisposta per la cassiera del bar, Maria la brutalona, che però non lo considera neppure, preferendogli il bellimbusto Tony. Ma si riscatta prima vincendo in qualche modo la corsa campestre, poi battendosi eroicamente per salvare dalla demolizione la parrocchia di Don Pezzotta, abbandonata dai fedeli da quando Padre Splendid, un prete biondo ossigenato giunto in Italia dagli Stati Uniti, ha fatto costruire nello stesso quartiere la sua chiesa modernissima e tecnologica, le cui campane chiamano i fedeli a raccolta sulle note di Nessuno mi può giudicare di Caterina Caselli.
A salvare la vecchia parrocchia sarà il tempestivo intervento di San Pentolino, che dall'alto del campanile manderà in tilt le ruspe comunali.